# San Lorenzo (Ponferrada)

San Lorenzo del Bierzo (o simplemente San Lorenzo) es una localidad perteneciente del municipio de Ponferrada, en la comarca de El Bierzo, (provincia de León, Comunidad Autónoma de Castilla y León, España).

## Introducción

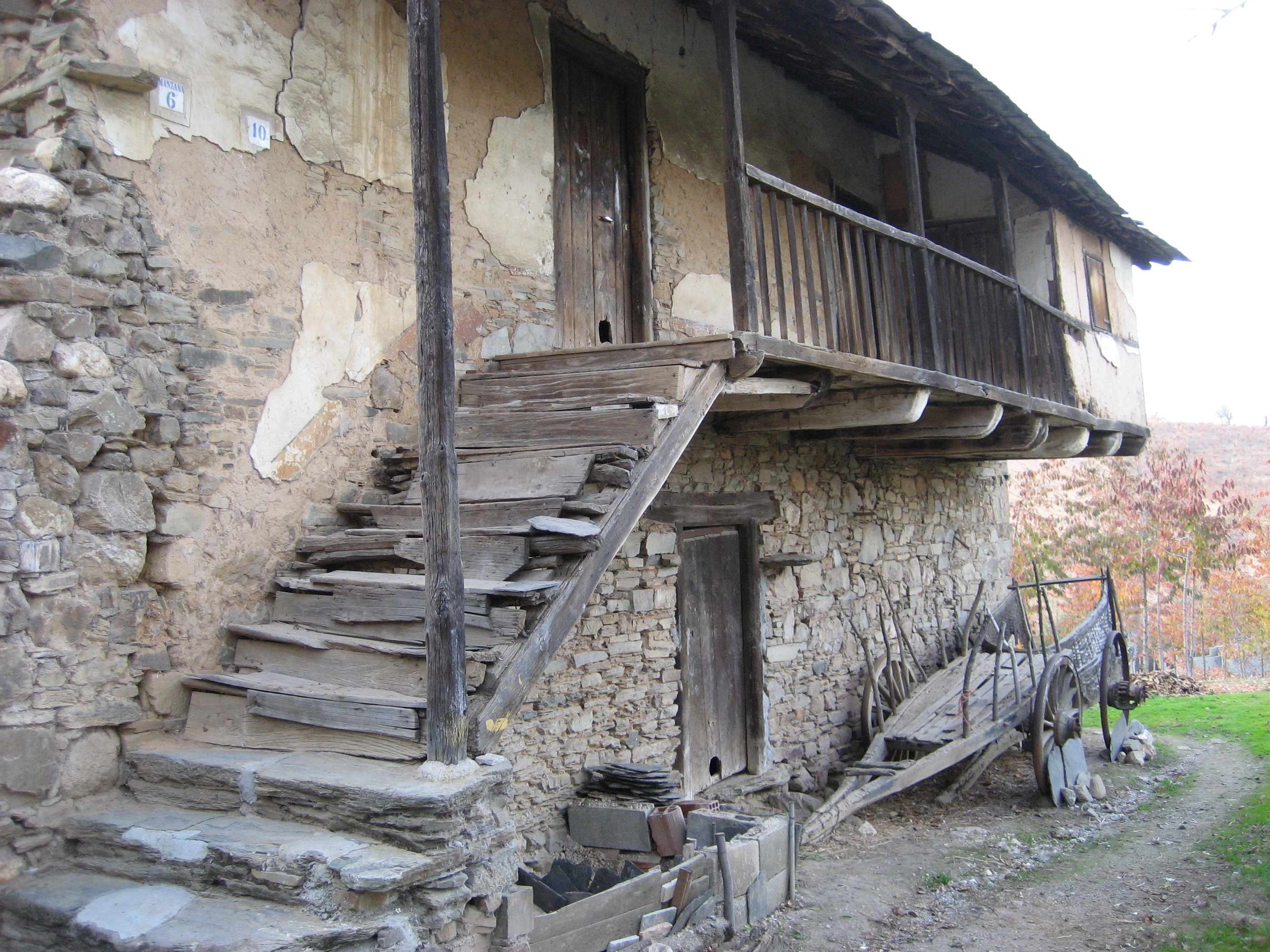
Arquitectura tradicional en San Lorenzo del Bierzo.

Se encuentra situado al sur de la ciudad de Ponferrada, a unos 3 km de su casco urbano atravesado por la carretera Puebla de Sanabria que termina en el Campo de las Danzas, construida en 1911.
Comunicado con la ciudad de Ponferrada por transporte público cada hora. Es el último pueblo anterior a la entrada del Valle del Oza.
Sus 560 m s. n. m. han favorecido la agricultura, especialmente el cultivo de la vid desde el siglo XI, cereales (trigo, centeno, cebada), leguminosas-garbanzos, habas gallegas, pedruelos-productos de huerta, así como una gran variedad de frutales: cerezos, guindos, almendros, castaños, nogales, manzanos-manzana reineta, verde doncella-, perales-pera Caruja, pera de D. Guindo-, ciruelos claudios, etc. Todos ellos muy valorados tanto en el comercio local como en Asturias, Galicia, León, etc., especialmente por su perfecta sazón.

## Demografía
Evolución de la población
| Gráfica de evolución demográfica de San Lorenzo entre 2000 y 2017  |
|                                                                    |
| Población de derecho (2000-2017) según el padrón municipal del INE |

## Historia
Hay noticias sobre poblamientos romanos e, incluso, prerromanos en las cercanías, Tomás Mañanes
cita restos en la zona de Santa Olalla (Santa Eulalia), que hoy son prácticamente inapreciables. También hay noticias de hallazgos casuales de epigrafía no catalogadas actualmente
Las primeras referencias documentadas de este pueblo las hallamos en una donación de 1154 en la que se cita como Sancti Laurenti, lo que da lugar a que el nombre actual sea un hagiotopónimo de ese.
Perteneció al arcipestrazgo de Valdueza,de Ribera de Urbia, al marqués de Villafranca del Bierzo y a la Jurisdicción de Ponferrada en el siglo XVIrealenga de la villa de Ponferrada desde el siglo XVI.
El barrio más antiguo del pueblo es el denominado de la Revilla, cercano a los restos de Santa Olalla.

## Arquitectura

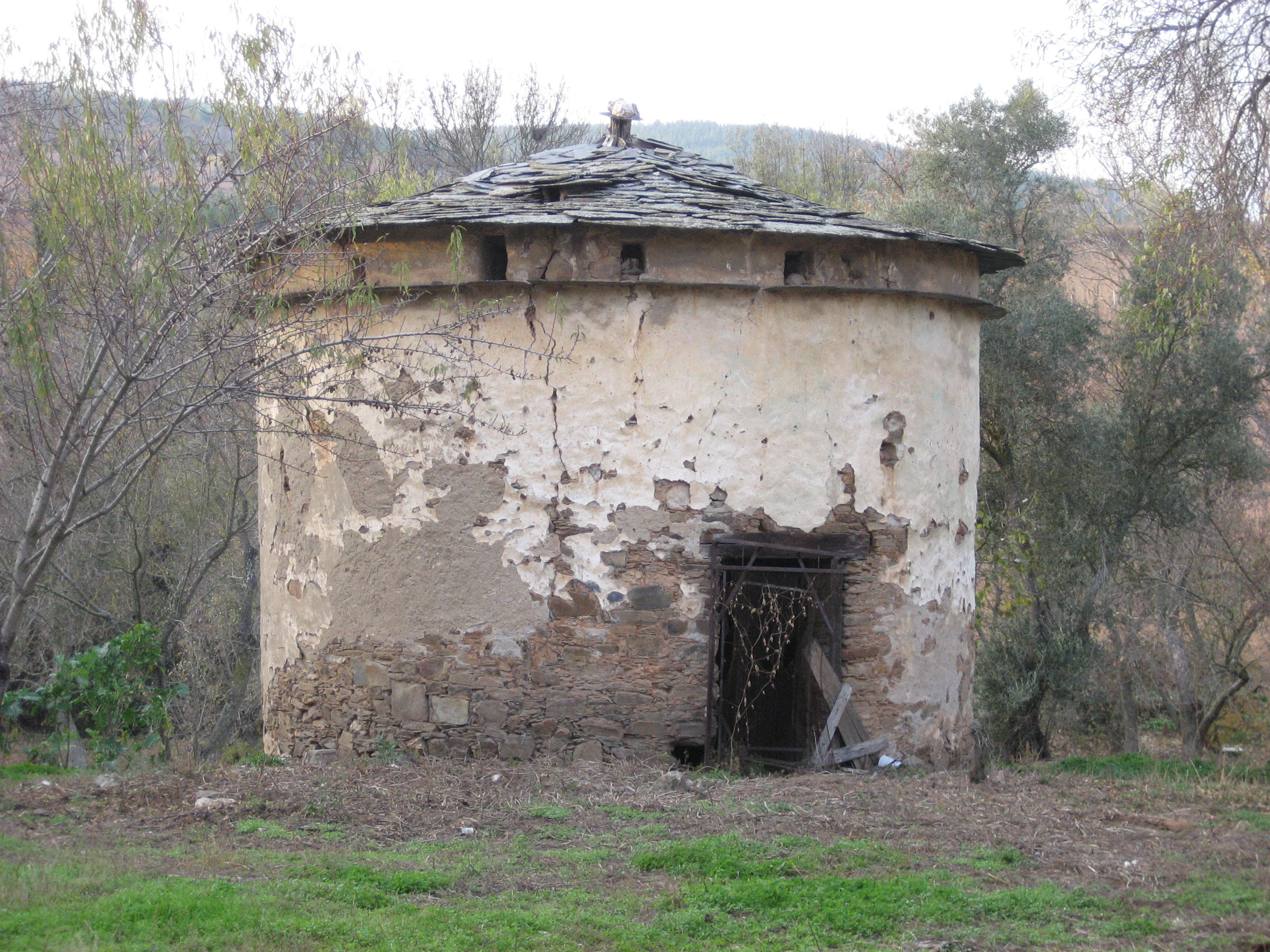
Palomar perteneciente a la familia Carujo en San Lorenzo del Bierzo.

Las construcciones tradicionales son las típicas de la arquitectura tradicional, de las que se conservan numerosos ejemplo en este pueblo. Son casas de alto y bajo, con cubiertas de pizarra, corredores volados, buhardillas y mampuesto de piedra que, en el piso superior, muchas veces, se combina con adobe. Es de destacar los edificios conservados en la calle Real y de Valborral, así como la fuente pública del año 1858. Se conservan dos palomares de forma cilíndrica: uno en la antigua propiedad de los Carujos y el otro en la propiedad de los Calleja, según ya se especifica en el Catastro de Ensenada de 1752.

### Edificios destacados

#### Casa de Los Carujo

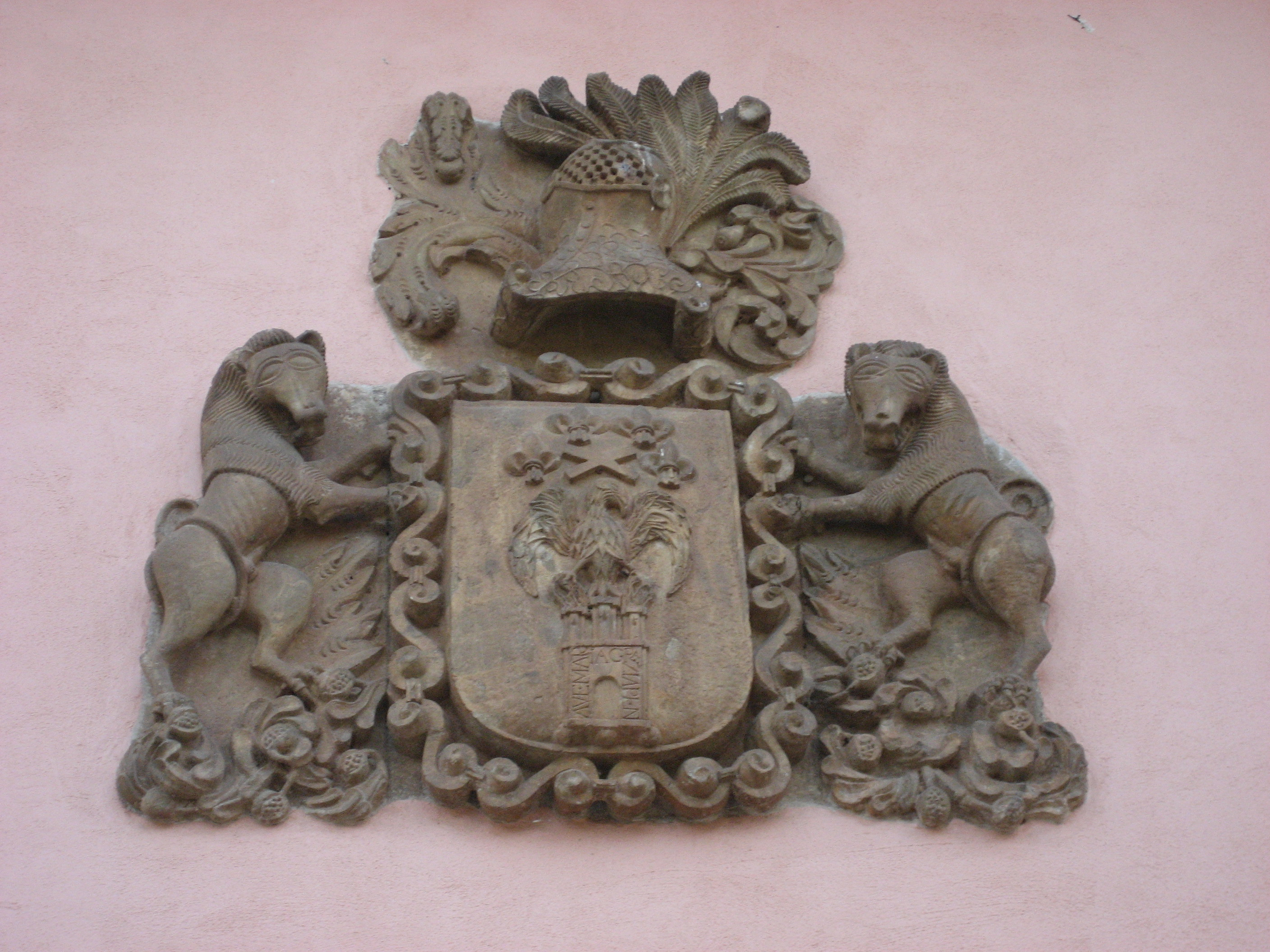
Escudo de armas de los Bustillo-Carujo (San Lorenzo del Bierzo) con la leyenda "Ave Maria gratia plena".

Edificio barroco situado en el centro del pueblo, en la Plaza Mayor, cercano a la Iglesia Parroquial. Excelente muestra de arquitectura monumental civil del año de 1685, perteneciente a la familia Bustillo, originaria de Cantabria, y a la de Carujo- Sarmiento-Taboada ("familiares de la Inquisición"), emparentada con la anterior y oriunda del vecino pueblo de Campo, Hijosdalgo Notorio de Casa y Solar conocidos. Fábrica de mampostería, con vanos y ángulos en sillería. En el muro principal, portada con arco de medio punto sobre trabajadas impostas, balcón de ménsulas y vanos adintelados. El escudo de armas de los Bustillo-Carujo se encuentra en la fachada lateral que da a la calle Real, frente a la Iglesia.

#### Casa de los Flórez
Situado en la Carretera de Sanabria y ocupado, en parte, su bajo por un bar. Es un precioso edificio de principios del siglo XX. De gran superficie. Estructurado en torno a un patio central con dos cuerpos laterales simétricos. Perteneció a D. Apolinar Flórez Deza –Caballero cubierto ante el Rey-, casado con la hija del fundador del Banco Herrero- y que entronca con importantes linajes de Castro de Valdeorras, Cangas de Tineo, Puebla de Sanabria(linaje de los Barrio, Losada,Yebra, Flórez de la Sierra, etc.). Conserva tres escudos, es de destacar el de la C/Lombano por su antigüedad y la gran cantidad de apellidos que recoge bajo su yelmo. Hace años este escudo sufrió un expolio a manos desconocidas, faltando actualmente algunos de sus elementos heráldicos.
Al estar situada, desde los años de 1945, la cantina en sus bajos, ha sido tradicional lugar de reunión.

### Iglesia de San Lorenzo
La obra actual es del siglo XVIII, construida sobre un templo medieval del que
prácticamente no quedan restos, entre el año 1736 y 1774. Destaca la portada
barroca, con el patrón San Lorenzo en una hornacina. En su conjunto, la portada, imita el
clasicismo herreriano. La nave está dividida en dos tramos, con bóveda de arista. El
presbiterio se cubre con cúpula sobre pechinas y rematado
con una
linterna barroca de granito El conjunto recuerda el barroco gallego.
Ha sido recientemente restaurada.
A pocos metros de la Iglesia Parroquial existió hasta el siglo XVII una importante ermita llamada del Cristo que en 1838 pasó a convertirse en cementerio parroquial.

## Agricultura

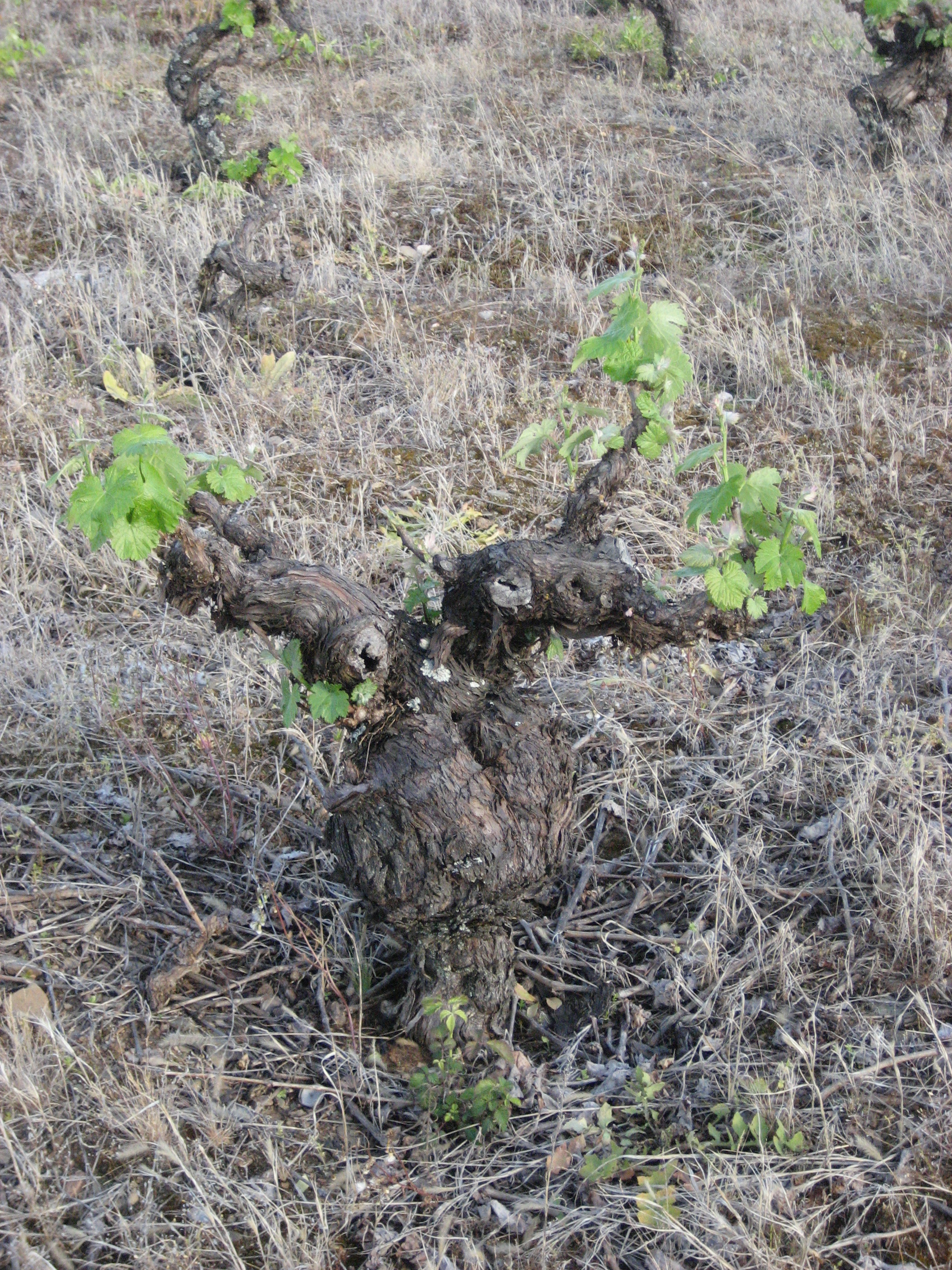
Cepa de la vid en mayo (San Lorenzo del Bierzo).

Es un ejemplo de la llamada huerta berciana. Sus pimientos son especialmente apreciados, siendo famoso, en El Bierzo, su sabor y su picor.
Muy valorados son también sus vinos de mencía, godello y doña blanca que, actualmente son producidos, en su mayoría, dentro de la Cooperativa Cepas del Bierzo.
Reconocidos son, también, los frutos, de cerezos, almendros, nogales, manzanos, castaños, y perales, de los que aún hay gran abundancia. Entre estos últimos, los perales, destaca una variedad llamada Pera Caruja, pera de invierno de la que no hay muchos ejemplares y cuyo fruto se suele preparar cocida en vino, receta local muy valorada.
En los meses de invierno se suele elaborar una receta berciana llamada ferbudo o quita catarros que consiste en vino caliente con miel.

## Tradiciones
Las fiestas patronales se celebran el 10 de agosto, coincidiendo con la festividad de San Lorenzo, siendo fiestas bastante concurridas y participadas por los pueblos vecinos.
También se celebra otra fiesta, la del Sagrado Corazón, fiesta de fecha variable y con carácter más local ya que sólo suelen participar los vecinos, descendientes del pueblo e invitados.
Se conserva la tradición del Magosto invitando la Junta Vecinal a todos los vecinos.
También se conserva el rito de la Matanza, reuniéndose la familia a celebrar una comida tras matar el cerdo. Se suelen comer las "pruebas" y las "filloas" de sangre. Esta tradición va desapareciendo en los tiempos modernos debido a las medidas sanitarias y de no sufrimiento del cerdo, impuestas por las autoridades. Aun así, hoy es bastante común poder asistir a una matanza.
De las rondas, grupos que entonaban canciones tradicionales, que aún hoy siguen conservando esta tradición, tienen especial renombre las de San Lorenzo, haciendo honor a las estrofas, muy conocidas en El Bierzo, de siguiente canción, titulada Para cantar San Lorenzo:
Para buen vino Los Barrios
Para cantar San Lorenzo
para buen vino Los Barrios
y para niñas bonitas vete a Toral de Merayo
vete a Toral de Merayo
para cantar San Lorenzo
Lo mejor que hay en el Bierzo (...)